# Victimes de nos richesses
Victimes de nos richesses (Nạn nhân của sự giàu có của chúng ta) là một bộ phim tài liệu năm 2006 khám phá vụ bạo lực năm 2005 tại hàng rào biên giới Ceuta và Melilla.

## Tóm tắt
Một năm sau sự kiện chết người diễn ra vào tháng 9 năm 2005 gần khu vực Ceuta và Melilla, miền bắc Ma-rốc, những người đàn ông và phụ nữ châu Phi bị trục xuất đã chứng kiến những nỗ lực thất bại của họ để vượt qua Tây Ban Nha và đưa ra phiên bản của họ về những sự kiện đó.